# 우예종
우예종(禹禮鐘, 1959년 ~ )은 대한민국의 공무원이자 제5대 부산항만공사 사장이다. 본관은 단양이며, 충청남도 천안시 출신이다.

## 학력
- 천안고등학교
- 단국대학교 법정대학 지역사회개발과 학사
- 카디프대학교 대학원 국제물류학 석사

## 경력
- 1985 : 제28회 행정고시 합격
- 1996.12 해양수산부 정책총괄과(서기관)
- 1998.07 해양수산부 어업지도과장
- 해양수산부 국제협력과장
- 해양수산부 기획예산과장
- 해양수산부 동북아물류중심추진기획단 부단장
- 2008.03 국립해양조사원 원장
- 2009 국토해양부 서울지방항공청장
- 2010.02 국토해양부 해운정책관
- 2010.09 국토해양부 해양정책국장
- 2011.07 ~ 2013.05 해양수산부 부산지방해양항만청장
- 2013.05 ~ 2014.12 해양수산부 기획조정실장
- 2015.07 ~ 2018.08 제5대 부산항만공사 사장
- 2021.07 ~ 수산업협동조합중앙회 감사위원

| 전임 임기택 | 제5대 부산항만공사 사장 2015년 7월 31일 ~ 2018년 8월 28일 | 후임 남기찬 |